# エウラリア・デ・ボルボーン
マリーア・エウラリア・フランシスカ・デ・アシス・マルガリータ・ロベルタ・イサベル・フランシスカ・デ・パウラ・クリスティーナ・マリーア・デ・ラ・ピエダ・デ・ボルボン（スペイン語: María Eulalia Francisca de Asis Margarita Roberta Isabel Francisca de Paula Cristina María de la Piedad de Borbón, 1864年2月12日 - 1958年3月8日）は、ガリエラ公アントニオの妻。スペイン女王イサベル2世と王配フランシスコ・デ・アシスの末娘。

## 生涯
マドリード王宮で誕生。1868年、革命のため一家でフランスへ亡命。1874年、兄アルフォンソ12世が即位したため、1877年に一家で帰国。最初は母イサベルとエル・エスコリアル修道院に住んだが、のちセビーリャのアルカサルへ移り、その後マドリードへ戻った。
1886年3月9日、従弟にあたるガリエラ公アントニオと結婚。前年に兄アルフォンソ12世が急死したため、予定より7ヶ月遅れて挙式が行われた。2人の間には2男1女が生まれた。
- アルフォンソ（1886–1975） - ガリエラ公。ザクセン＝コーブルク＝ゴータ公女ベアトリスと結婚。
- ルイス・フェルナンド（1888–1945） - 1924年、フランスで麻薬の密輸に関わったため国外追放を受け、アルフォンソ13世によって王族特権を剥奪された。
- ロベルタ（1890）

ルイス・フェルナンドの誕生後、エウラリアは夫と別居し、スペインとパリで暮らした。親戚・縁戚と頻繁に連絡を取り合いながら、王室の暴露本を数冊書いた作家でもあった。
1958年、心臓発作のため亡くなり、エル・エスコリアル修道院へ埋葬された。

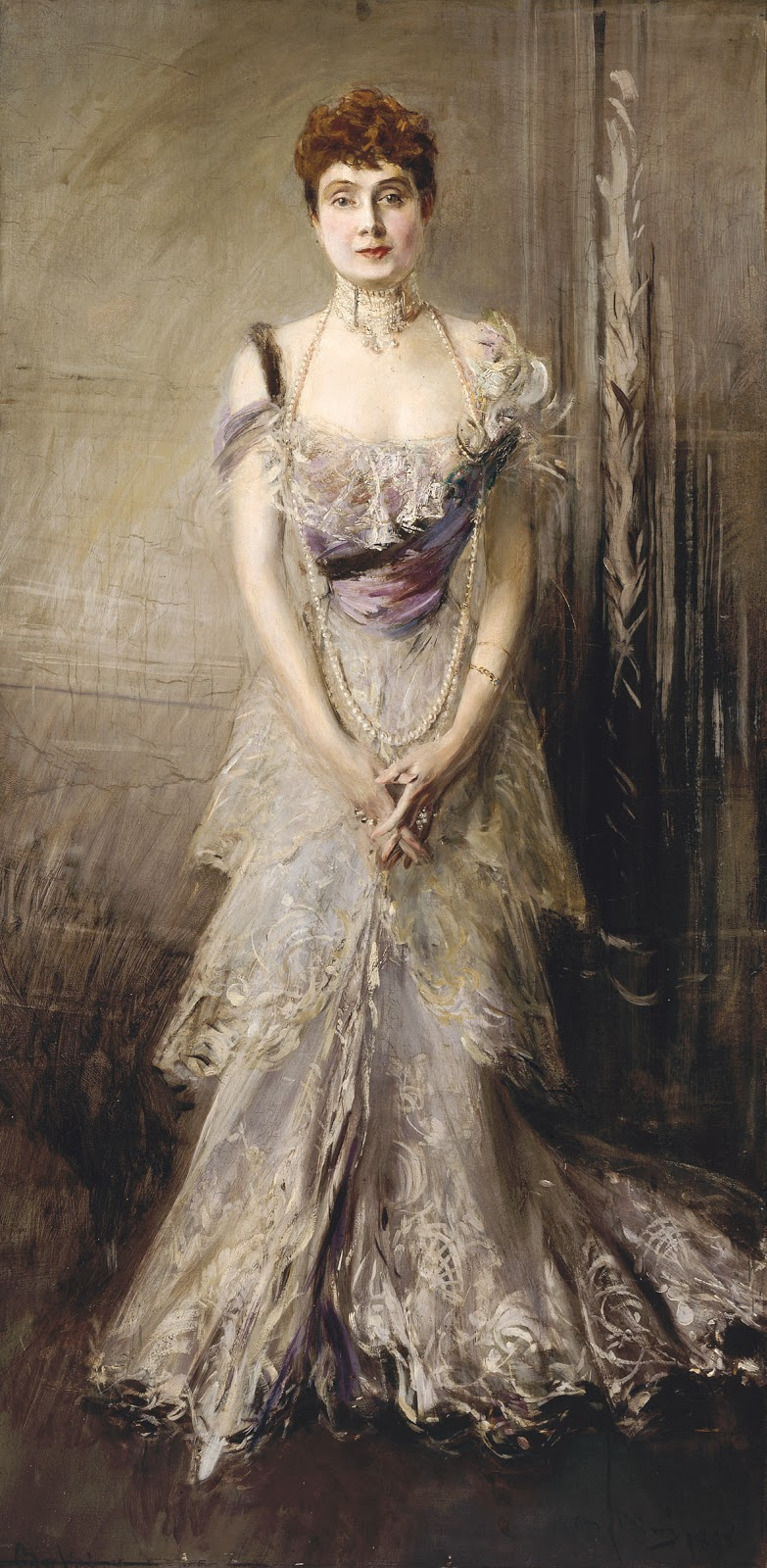
スペイン王女エウラリア、ジョヴァンニ・ボルディーニ画、1898年